# Собачка чубатий
Собачка чубатий (Coryphoblennius galerita) — вид морських собачок (Blenniidae), поширений у Східній Атлантиці. Є єдиним представником роду Coryphoblennius. Морська демерсальна субтропічна риба.

## Опис

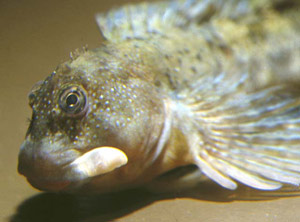
Самець собачки чубатого із типовим білим забарвленням губи

Дрібна морська собачка завдовжки до 8 см. Тіло видовжене, низьке, трохи стиснуте з боків, без луски. Голова коротка, профіль голови звичайно заокруглений. Рот маленький, горизонтальний. Спинний плавець довгий, суцільний, з невеликою виїмкою між колючою та м'якою його частинами; його задня частина дещо вища за передню. Грудний плавець відносно невеликий. Черевні плавці добре розвинуті, розміщені дещо попереду грудних плавців. У спинному плавці 12—13 колючих і 16—18 м'яких променів, в анальному  — 2 колючих і 16—19 м'яких, у грудному плавці — 12 променів. На потилиці є м'ясисте трикутне щупальце з бахромою. Між ним і спинним плавцем звичайно розташовані 3—9 ниткоподібних щупалець. Над очима щупальці відсутні. Верхня губа виходить за куточки рота у вигляді м'ясистої складки, забарвлена в рожевий колір.
Загальний фон забарвлення світло-сірий, жовтуватий або коричнюватий. На верхній частині боків поперечні темні смуги, які нижче переходять у світлі плями. Спинний плавець світло-сірий з темними плямками. Темні плямки є також на анальному та грудному плавцях. На хвостовому плавці є кілька поперечних темних смуг. Під час розмноження самці набувають чорного або мармурового кольору з блакитнувато-білими плямками, а верхня губа стає білою.

## Поширення
Ареал охоплює західне узбережжя Англії, Ла-Манш, узбережжя Іспанії, Португалії, Франції, Марокко, Мадейри та Канар, також у Середземному, Мармуровому і Чорному морях.
У Чорному морі раніше відзначався виключно у південних берегів Криму, вздовж Кавказького узбережжя, Болгарії та Туреччини. Але реєструється розширення ареалу — нові знахідки вздовж берегів Туреччини, в Одеській затоці.

## Особливості біології
Маловивчений вид. Морська придонна риба, яка населяє мілководні ділянки. Віддає перевагу зануреним у воду скелястим берегам, нагромадженням каміння, портовим спорудам в припливно-відпливній або поверхневій зоні морського узбережжя. Собачки активні вдень, нічний час часто проводять знаходячись дещо вище рівня води. Звичайно тримаються на вертикальних поверхнях, при небезпеці зістрибують на каміння і можуть досить довгий час провести поза водою.
Розмножується в травні — липні (іноді до серпня включно). Самці для нерестового гнізда вибирають ділянки в западинах, щілинах скель або в стулках молюсків і залицяються до самок боковими рухами тіла і голови. З одним самцем може нерестувати кілька самиць, які відкладають ікру на стелю схованки. Самець активно охороняє гніздо до виходу личинок з ікри. Личинки деякий час ведуть пелагічний спосіб життя. Мальки після перетворення підходять до берегів і починають звичайне придонне життя.
Живиться донними безхребетними, переважно морськими жолудями (балянусами). В їжу вживає також водорості, зіскрібаючи їх з каміння та інших субстратів.

## Охорона
Стан більшості природних популяцій виду в межах ареалу залишається більш-менш стабільним. Саме тому він, згідно Червоного списку МСОП, отримав у світовому масштабі охоронний статус «відносно благополучний вид».

## Практичне значення
Риба дрібна, нечисленна, тому промислового значення не має.